# Zhang Guotao
Zhang Guotao (caracteres chinos tradicionales: 張國燾; caracteres chinos simpificados: 张国焘; 26 de noviembre de 1897 – 3 de diciembre de 1979) fue un miembro fundador y líder del Partido Comunista de China (PCC) durante el final de la década de 1920 y la de 1930. Escribió varias memorias sobre el PCC que aportan información valiosa sobre su historia inicial.

## Primeros años y vida estudiantil
Nacido en el distrito de Pingxiang, Jiangxi, Zhang estuvo involucrado en actividades revolucionarias en su juventud. Estudió pensamiento marxista con Li Dazhao cuando acudía a la Universidad de Pekín en 1916. Tras su papel activo en el Movimiento del Cuatro de Mayo en 1919, Zhang se convirtió en uno de los líderes estudiantiles más prominentes y se uniría más tarde a la organización inicial del Partido Comunista de China en octubre de 1920. Al mismo tiempo, Mao Zedong, era un bibliotecario de la Universidad de Pekín, donde se conocerían ambos. Zhang actuó como funcionario de élite del partido en el primer Congreso Nacional del Partido Comunista de China en 1921 y fue elegido miembro del Gabinete Central del PCC a cargo de organizar el trabajo de los revolucionarios profesionales. Tras el congreso, Zhang ejerció las funciones de Director del Secretariado de la Unión de Sindicatos de China y editor jefe de Semanario Obrero, experiencia por la que se convertiría en un experto en sindicatos y movilización. Dirigió varias huelgas de trabajadores del textil y del ferrocarril, lo que le convirtió en pionero del movimiento obrero en China al lado de figuras como Liu Shaoqi y Li Lisan.

## Carrera en el Partido Comunista
En 1924 Zhang acudió al Primer Congreso Nacional del Kuomintang durante el periodo de política de alianza entre los comunistas y el Kuomintang y fue elegido como Comisionado Substituto del Comité Ejecutivo Central. Esto fue realizado a pesar de que Zhang se había opuesto a la alianza en el Tercer Congreso Nacional del PCC y había recibido una reprimenda. En 1925 en el Cuarto Congreso Nacional del PCC, Zhang fue elegido Comisionado del Comité Central del PCC y Director del Departamento de Trabajo Obrero y Campesino. En 1926, Zhang fue Secretario General de la División de Hubei del PCC, y en 1927 fue Comisionado del Comité Central de Ínterim del PCC tras el fracaso de la rebelión del PCC. Zhang, junto con Li Lisan y Qu Qiubai fueron los líderes reales del PCC. En aquel momento Mao lideraba únicamente un reducida fuerza en Jiangxi y Hunan. En 1928 Zhang fue elegido como miembro del politburó del PCC en el Sexto Congreso Nacional celebrado en la Unión Soviética, y entonces como delegado del PCC en el Comintern. Pero a raíz de sus desacuerdos con las políticas de la Unión Soviética y del Comintern sobre la revolución china, Zhang fue puesto bajo custodia y castigado para que corregiera sus errores. No obstante, debido a su fama y popularidad en el mundo comunista, no fue exiliado como otros disidentes lo fueron en ese periodo.
En 1931 Zhang expresó su arrepentimiento y fue enviado de vuelta a China por el Comintern para ordenar el desecho que había supuesto la lucha de poder entre los Veintiocho bolcheviques, Li Lisan y otros miembros antiguos del PCC. Zhang usó su prestigio para corregir su extremismo y calmar a los miembros veteranos. Pero el daño causado por la lucha de poder era tan grande que era demasiado difícil para el PCC sobrevivir en las ciudades gobernadas por el KMT. En consecuencia, Zhang y otros líderes del PCC decidieron trasladar sus grupos a bases en el campo. A Zhang le fueron asignadas las operaciones diarias de la Base Revolucionaria de E-Yu-Wan en la frontera de las provincias de Hubei, Henan y Anhui como Secretario General y presidente del comité militar; más tarde sería Vicepresidente de Gobierno Central Interino de la República Soviética de China cuando Mao fue su presidente. Posiblemente influenciado por la vida en la Unión Soviética de Stalin, Zhang llevó a cabo crueles limpiezas para perseguir a los disidentes, lo que resultó en su derrota y evacuación en 1932.

## Liderazgo militar
En 1932 Zhang lideró al 4.º Ejército Rojo en Sichuan y creó otra base. Poco a poco la convirtió en una próspera región autónoma mediante la reforma de la tierra y haciéndose con el apoyo de la gente local. No obstante, una vez estaba por alcanzarse la prosperidad, Zhang repitió las purgas estalinistas otra vez, por lo que él y su Ejército Rojo perdieron el apoyo popular, siendo expulsado de la base. En 1935 Zhang y su ejército de más de 80.000 hombres se reunieron con los 10 000 de Mao durante la Larga Marcha. No pasó mucho tiempo sin que Mao y Zhang entraran en desacuerdo sobre asuntos de estrategia y táctica, causando una división en el Ejército Rojo. El principal desacuerdo era la insistencia de Zhang en moverse hacia el sur para establecer una nueva base en Sichuan, que estaba poblada por minorías. Mao apuntó los puntos débiles de este movimiento, explicando las dificultades de establecer una nueva base en una región en que la población era hostil e insistió en moverse al norte para alcanzar la base comunista de Shaanxi. Zhang estaba dispuesto a que se arrestara y matara a Mao y a sus seguidores si era necesario, pero su plan fue echado a perder por dos miembros de su propia camarilla, Ye Jianying y Yang Shangkun, que huyeron al cuartel de Mao y le informaron de la conspiración de Zhang, llevándose todos los libros de códigos y mapas con ellos. Como resultado, Mao inmediatamente movió sus tropas al norte, escapando así de ser arrestado y probablemente ejecutado.
Zhang decidió llevar a cabo su plan por su cuenta, con desastrosos resultados: perdió alrededor del 75% de sus 80.000 hombres en esta aventura. Zhang se vio obligado a admitir la derrota y retirarse a la base comunista de Shaanxi. Más desastroso que la pérdida de tropas fue el descrédito que supuso para Zhang entre sus propios partidarios, que se pasaron a Mao. Al perder los libros de códigos, que obtuvo Mao, Zhang perdió el contacto con el Comintern mientras que Mao podía establecer el contacto. Este hecho, sumado a la derrota desastrosa, desacreditó a Zhang dentro del Comintern, que comenzó a dar un apoyo mayor a Mao.
Las 21.800 restantes tropas de Zhang fueron aniquiladas posteriormente en 1936 por la fuerza superior de 100.000 hombres de las tropas combinadas de los señores de la guerra Ma Bufang, Ma Hongbin y Ma Zhongying durante los esfuerzos por cruzar el Río Amarillo y conquistar el territorio de Ma, Zhang perdió el poder e influencia para ser capaz de desafiar a Mao y tuvo que aceptar su fallo a resultas de la catástrofe que sólo le dejó a 427 supervivientes.
Una versión alternativa de los hechos, que pone entela de juicio la visión tradicional de Zhang como traidor, es presentada en un controvertido relato por Jung Chang y Jon Halliday. Explican que Mao veía un rival en el liderazgo en Zhang y buscó cómo apocar a Zhang y destruir su Ejército Rojo. Denuncian además que Mao metódicamente saboteó a las tropas de Zhang asegurándose de que se enfrentaban en las peores batallas y en el peor terreno. Los archivos rusos sacados a la luz en 2005 indican que Mao una vez le dijo a un enviado de Stalin que sus fuerzas habían acabado con 30.000 de las tropas de Zhang.

## Fin de su carrera en el PCC y exilio
Cuando Zhang alcanzó la nueva base del PCC en Yan'an, había caído del poder y era un objetivo fácil para Mao. Zhang conservó la posición de presidente del Área Fronteriza de Yan'an, siendo frecuentemente sometido a humillaciones por parte de Mao y sus aliados. Zhang era demasiado orgulloso para aliarse con Wang Ming, que había regresado recientemente de Moscú y actuaba como representante del Comintern en China. La popularidad de Zhang en el Comintern le podía haber dado otra oportunidad de volver al poder si se hubiera aliado con Wang. Otra razón por la que Zhang no se aliaba con Wang era que Wang presumía de haber ordenado que cinco líderes veteranos del PCC (Yu Xiusong, Huang Chao, Li Te y otros dos, todos oponentes de Wang) fueran arrestados, y que ahora trabajaban para el señor de la guerra Sheng Shicai en Xinjiang bajo la dirección del PCC. Los cinco fueron torturados y ejecutados en una prisión bajo el control de Sheng, acusados de ser trotskistas. No obstante, Sheng Shicai actuaba bajo la dirección del PCC bajo Wang Ming. Tras este incidente, Zhang se indignó con Wang y ya nunca consideraría el apoyarle.
Sin partidarios, Zhang fue purgado en 1937 en la reunión extendida del Buró Político del Comité Central del Partido Comunista de China, tras lo que se pasó al Kuomintang en 1938. Sin ningún poder, recursos o respaldos, Zhang nunca volvería a ejercer ninguna posición relevante y solo investigaría sobre el PCC para Dai Li. Tras la derrota del Kuomintang en 1949 se exilió en Hong Kong. Emigró a Canadá con su mujer Tzi Li Young en 1968 para unirse a sus dos hijos que ya vivían en Toronto. Dio su única entrevista en 1974, cuando le dijo al periodista de The Canadian Press, "Me he lavado las manos de la política". Tras sufrir varios accidentes cerebrovasculares, murió en Scarborough, Ontario el 3 de diciembre de 1979 a los 82 años, habiéndose convertido al cristianismo el año anterior. Está enterrado en el Cementerio de Pine Hills de esa localidad.
Mao Zedong dijo una vez refiriéndose a él, en una conversación con Anastas Mikoyan, que era un "traidor, desertor, y renegado."
Zhang fue muy crítico con los procedimientos del primer líder del Ministerio de Seguridad Pública de la República Popular de China Lup Ruiqing durante la guerra civil china.